# Castiarina atronotata
Castiarina atronotata es una especie de escarabajo del género Castiarina, familia Buprestidae. Fue descrita científicamente por Waterhouse en 1874.